# Coldrerio
Coldrerio is een gemeente en plaats in het Zwitserse kanton Ticino, en maakt deel uit van het district Mendrisio.
Coldrerio telt 2614 inwoners.